# Bothrops jararaca

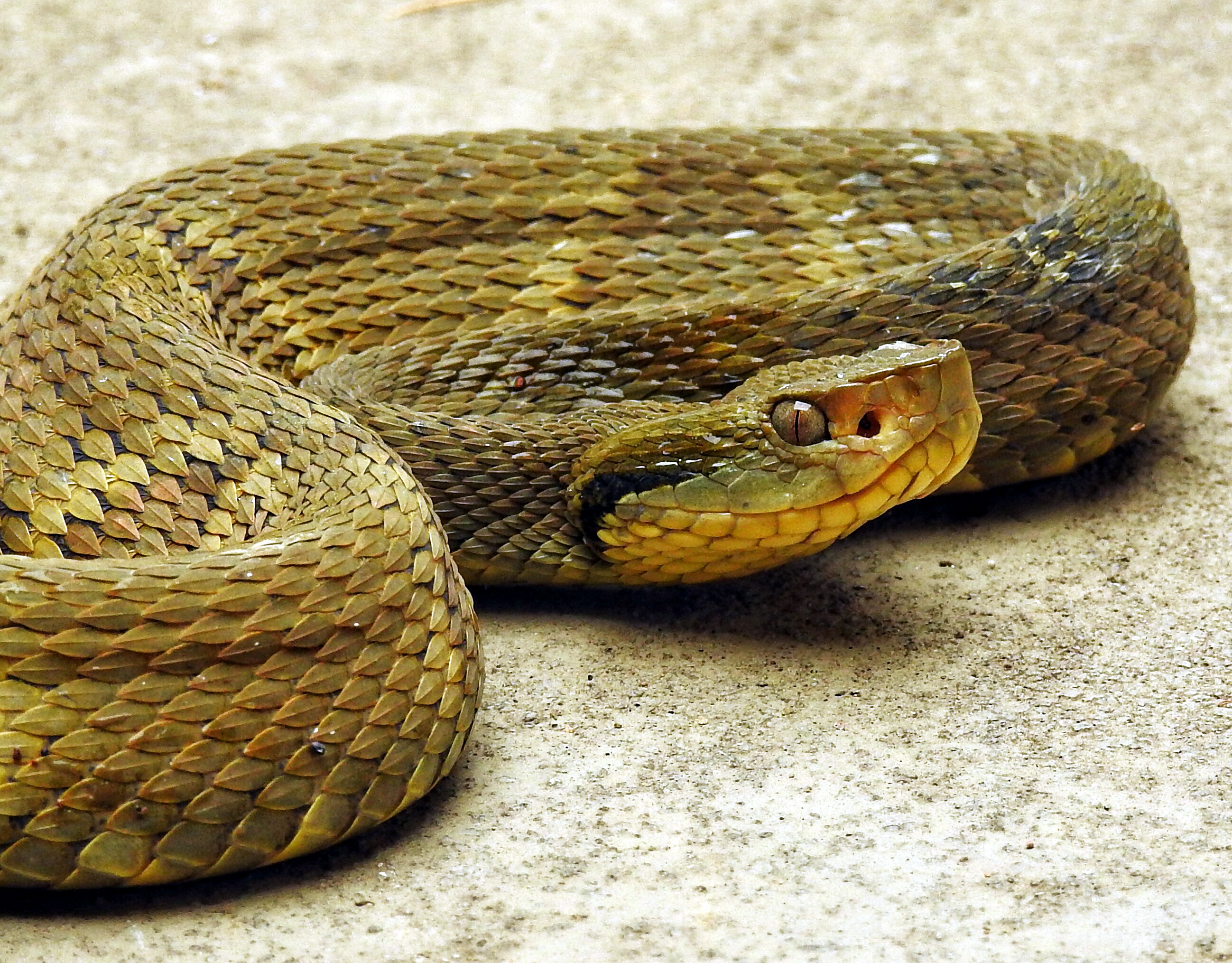
Bothrops jararaca

Il Bothrops jararaca o B. brazili (Wied-Neuwied, 1824), comunemente noto come "jergón shushupe", è un serpente velenoso della famiglia Viperidae e sottofamiglia Crotalinae. Vive nella foresta primaria in Brasile meridionale, Paraguay e Argentina settentrionale.

## Descrizione
Ha la cavità termorecettrice tipica della sottofamiglia Crotalinae. Ha una struttura robusta, con lunghezza media di 1,20 m. Sul retro è marrone scuro e presenta disegni triangolari con macchie sull'apice, mentre il ventre è colore crema.

## Biologia

### Alimentazione
Si nutre soprattutto di roditori e lucertole.

### Riproduzione
Ha una fecondazione interna e riproduzione ovovivipara.

### Veleno
Il Bothrops brazili ha un'abbondante quantità di ghiandole velenifere rispetto ad altri viperidi e può iniettare con un morso fino 4 ml di veleno con conseguenze particolarmente gravi. Al pari delle altre specie del genere Bothrops, provoca forte dolore e un edema nella parte interessata, emorragie, calo della pressione sanguigna, sindrome di coagulazione intravascolare disseminata, emolisi e conseguente necrosi. Nel caso del Bothrops brazili le conseguenze possono essere più gravi, in particolare provoca maggiore sanguinamento. Il trattamento deve quindi essere rapido ed appropriato.
Ha un particolare enzima proteolitico, detto fibrinogenolitico, che agisce sul fibrinogeno e provoca emorragia maggiore causando la rottura dei vasi sanguigni. Le emorragie attaccano la cellula endoteliale dei vasi sanguigni degradando i componenti proteici della lamina basale e la matrice extracellulare. Le emorragie provocano quindi patologie derivanti alla distruzione della membrana plasmatica e dalla rottura della lamina basale. La vittima subisce pertanto uno squilibrio locale o sistemico. Il sanguinamento è uno dei sintomi più gravi dovuti all'avvelenamento e può portare al decesso per mancanza di metaboliti e in particolare di ossigeno, causando danni irreversibili agli organi vitali. 

#### Derivati
- ACE inibitori